# 九龍巴士65K線
九龍巴士65K線是香港新界的一條巴士路線，由林錦公路（梧桐寨）單程開往大埔中心。本路線只在星期一至五早上繁忙時間行駛。主要是輔助64K線。

## 歷史
- 1982年3月22日：九巴開辦65線，當時來往大埔墟及嘉道理農場，全程車費7角，袛在平日繁忙時間行駛
- 1983年5月2日：配合九廣鐵路（今港鐵東鐵綫路段）電氣化至大埔墟，本線改編號為65K，並改為來往大埔火車站至上村。
- 1988年5月23日：由於下午繁忙時間乘客不多，本線改為只在早上繁忙時間行駛
- 2001年9月3日：本線增派空調巴士行走，同年12月23日改為全空調服務。
- 2009年10月5日：總站由大埔墟鐵路站縮短至大埔中心，並取消往上村之服務。
- 2012年12月29日：調整星期六班次，改為06:45，07:40，08:35
- 2014年10月4日：起點站由上村改為嘉道理農場，並改為祇於星期一至五（公眾假期除外）開出四班。
- 2015年6月27日：增設到站時間預報。[1]
- 2019年10月14日：星期一至五開出增加至九班車。[2]
- 2021年7月26日：調整班次，頭班車提早至06:55。
- 2024年10月14日：起點站改為梧桐寨。

## 服務時間及班次
- 梧桐寨開：
  - 星期一至五：06:55、07:05、07:15、07:30、07:45、08:00、08:15、08:30、08:45

星期六、日及公眾假期不設服務

## 收費
全程：$6.4
- 三渡坑往大埔中心：$5.6

| - 本線設有12歲以下小童及65歲或以上長者半價優惠。 - 65歲或以上香港居民使用「樂悠咭」，以及12歲以下合資格殘疾兒童使用「殘疾人士身份」個人八達通繳付車資，均可享有每程$2.0或半價（以較低者為準）的票價優惠；12至64歲合資格殘疾人士使用「殘疾人士身份」個人八達通（包括「樂悠咭」），以及60至64歲香港居民使用「樂悠咭」繳付車資，均可享有每程$2.0或全費（以較低者為準）的票價優惠。 - 65歲或以上長者如使用長者或一般個人八達通繳付車資，則只可享有半價優惠；12至64歲合資格殘疾人士如不使用「殘疾人士身份」個人八達通，以及60至64歲人士如不使用「樂悠咭」繳付車資，必須繳付全費。 - 乘客可以現金或八達通於上車時付款，不設找續。 - 每位成人乘客可免費攜帶最多兩名4歲以下而不佔座位的兒童乘客乘車，超額之4歲以下小童必須繳付小童車費乘車。 - 持有「九巴月票」之乘客在車票有效期內，每日可享最多10程任何九龍巴士及龍運巴士路線（包括本路線，以及聯營路線的九龍巴士／龍運巴士提供的班次；惟乘搭機場「A」及「NA」線則可享原價二七折優惠（不會計算每天10次合資格車程））；而B1線則每日可享最多各2程（不會計算每天10次合資格車程）。 - 九龍巴士、城巴、龍運巴士及陽光巴士全職員工及家屬（不包括外判職員）可免費乘搭本路線，惟必須拍職員或職員家屬八達通。 - 乘客亦可透過多元化電子支付系統（e度嘟）繳付車資，包括使用非接觸式VISA卡、JCB卡、萬事達卡、銀聯卡、美國運通、大來國際、Discover Card、Apple Pay、Google Pay、Samsung Pay、AlipayHK「易乘碼」、支付寶、WeChatHK／微信支付「搭車碼」、銀聯雲閃付「乘車碼」及BOC Pay「乘車碼」。乘客使用此付款方式，使用此支付方式的乘客可享有中途下車之分段收費，以及與其他九巴／龍運獨營路線或聯營線九巴／龍運班次之轉乘優惠，惟不適用於與非九巴／龍運路線之轉乘優惠，亦不能享有「公共交通費用補貼計劃」及「長者及合資格殘疾人士公共交通票價優惠計劃」。 |

## 使用車輛
現時用車由九龍巴士64K線及九龍巴士71K線抽調。

## 行車路線
經：林錦公路、林錦交匯處、大埔公路—大窩段、寶雅路、太和巴士總站、寶雅路、汀角路及安慈路。

### 沿線車站

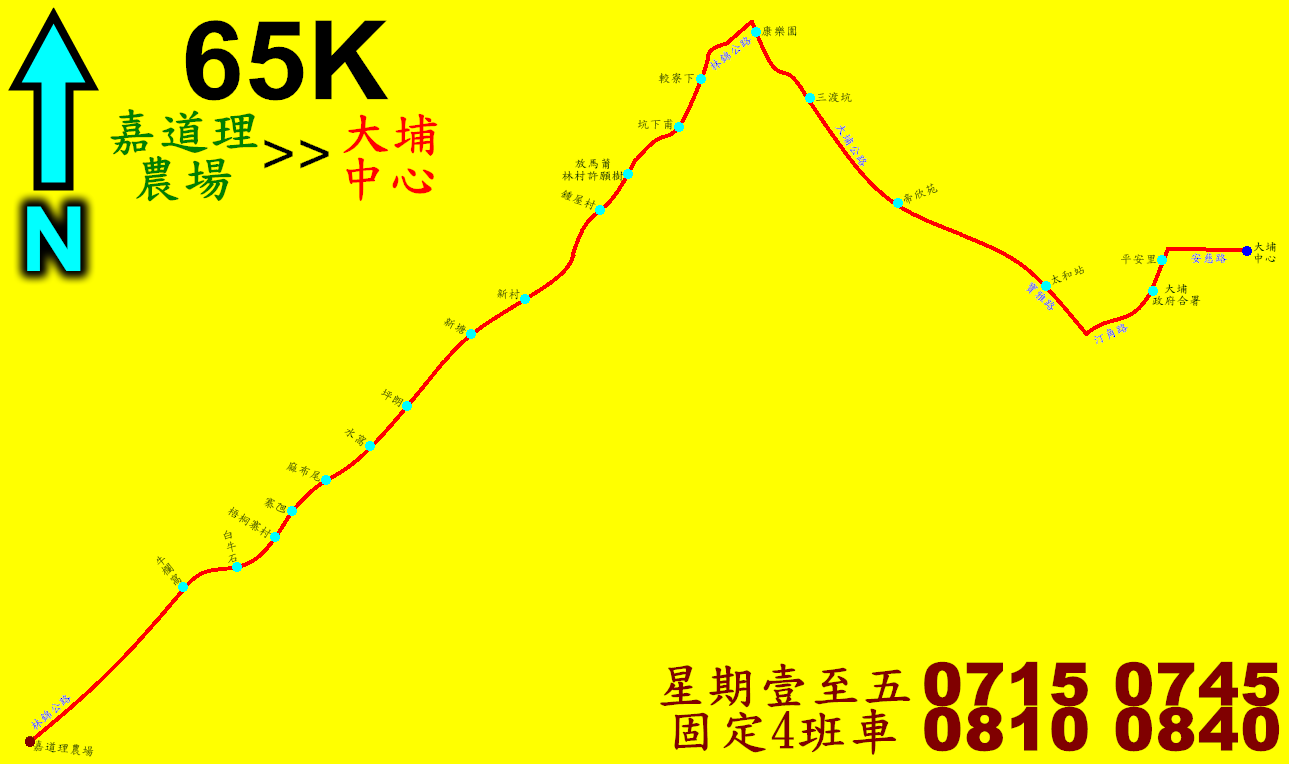
65K線的走線圖

| 林錦公路（梧桐寨）開 | 林錦公路（梧桐寨）開 | 林錦公路（梧桐寨）開 |
| 序號                 | 車站名稱             | 位置                 |
| -------------------- | -------------------- | -------------------- |
| 1                    | 梧桐寨               | 林錦公路             |
| 2                    | 寨乪路               | 林錦公路             |
| 3                    | 寨乪                 | 林錦公路             |
| 4                    | 麻布尾               | 林錦公路             |
| 5                    | 水窩                 | 林錦公路             |
| 6                    | 坪朗                 | 林錦公路             |
| 7                    | 新塘                 | 林錦公路             |
| 8                    | 新村                 | 林錦公路             |
| 9                    | 鍾屋村               | 林錦公路             |
| 10                   | 放馬莆（林村許願樹） | 林錦公路             |
| 11                   | 坑下甫               | 林錦公路             |
| 12                   | 較寮下               | 林錦公路             |
| 13                   | 康樂園               | 大埔公路－大窩段     |
| 14                   | 三渡坑               | 大埔公路－大窩段     |
| 15                   | 帝欣苑               | 大埔公路－大窩段     |
| 16                   | 太和站               | 太和巴士總站         |
| 17                   | 大埔政府合署         | 汀角路               |
| 18                   | 平安里               | 汀角路               |
| 19                   | 大埔中心巴士總站     | 大埔中心巴士總站     |

## 外部連結
- 九巴 65K 線 （页面存档备份，存于）

1. ↑  〈http://www.kmb.hk/tc/news/press/archives/news201506262242.html （页面存档备份，存于） 九龍巴士（一九三三）有限公司，146條路線增設巴士到站時間預報服務 覆蓋逾半九巴及龍運路線〉［新聞稿］，2015年6月26日。
2. ↑   (PDF).   [2019-10-12]. （原始内容 (PDF)存档于2022-02-16）. （页面存档备份，存于）